# Mémorial 39/45 (Saint-Malo)
Le Mémorial 39/45 est un musée de la ville de Saint-Malo (Bretagne, France) consacré à l'histoire de l'occupation militaire allemande de la ville durant la Seconde Guerre mondiale.

## Historique
Créé en 1994 par la Ville de Saint-Malo, le musée est installé dans un ensemble de bunkers allemands bâtis dans la cour de l’ancien fort du XVIIIe siècle situé sur la presqu'île d'Alet dans le quartier de Saint-Servan.

## Collections
Le musée, d'une superficie interne de 600 m2, est réparti entre plusieurs ouvrages qui comporte, en tout, une vingtaine de pièces. Deux visites, toujours guidées et complémentaires l'une de l'autre, sont possibles : 
La visite "Histoire", dans le bunker de la défense antiaérienne, évoque  : 
- L’invasion de 1940
- L’utilisation du port
- La construction des bunkers
- La Cité d’Alet
- La bataille pour la Libération
- Cézembre
- La Reconstruction

La visite "Découverte des fortifications" (intérieur/extérieur), est plus orientée sur l'architecture militaire et la vie quotidienne des soldats dans les bunkers. Elle permet de mieux appréhender  :
- le fort du XVIIIe siècle
- Les tourelles en acier de défense rapprochée

et d'accéder à un bunker pour mitrailleuse entièrement rééquipé ainsi qu'au poste de commandement de l'artillerie récemment restauré dans le cadre du Loto du Patrimoine. 

Le Mémorial 39-45 est ouvert du dernier samedi de mars à la fin des vacances de la Toussaint. Les visites sont uniquement guidées. 

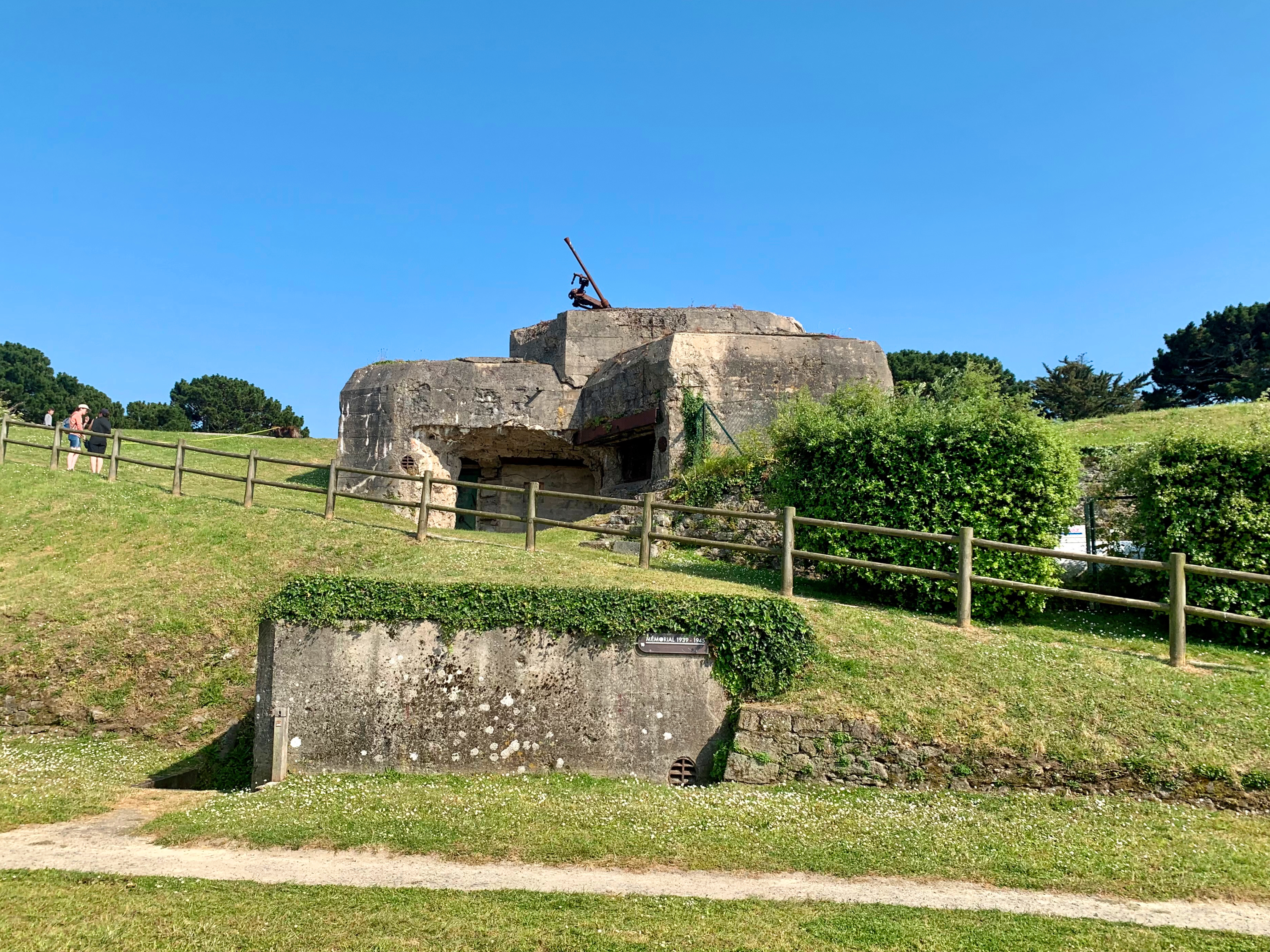
Un bunker et une pièce de DCA allemande détruite dans le fort de la cité d'Alet..
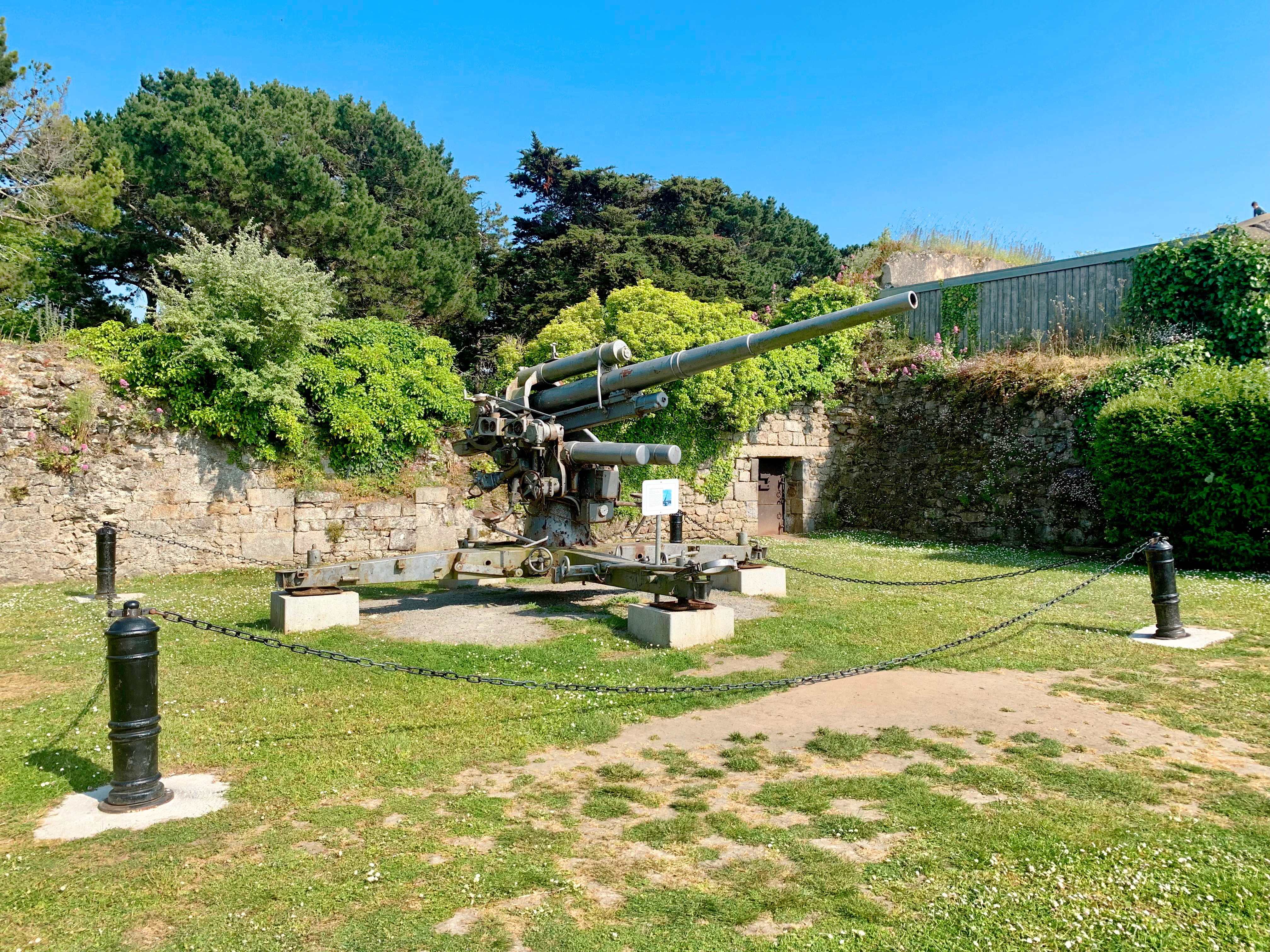
Canon anti-aérien de 88 mm près du Mémorial 39-45. D’un poids total de 5 tonnes, manœuvré par 11 hommes, il disposait d’un plafond pratique d’utilisation de 8500 mètres et d’une cadence de tir de 15 à 20 coups par minute. Mis au point par l’Allemagne en 1928, il connaîtra différentes versions durant les années 1930 et 1940. De l’automne 1942 au printemps 1944, dans le cadre de l’édification du Mur de l’Atlantique, 6 exemplaires furent déployés sur le glacis du fort de la Cité d'Alet (emplacement de l’actuel camping) afin de protéger le chantier. Cet exemplaire est un don de la famille de Jacques Le Masson, président de la Société d’histoire et d’archéologie de l’arrondissement de Saint-Malo de 1984 à 1989.
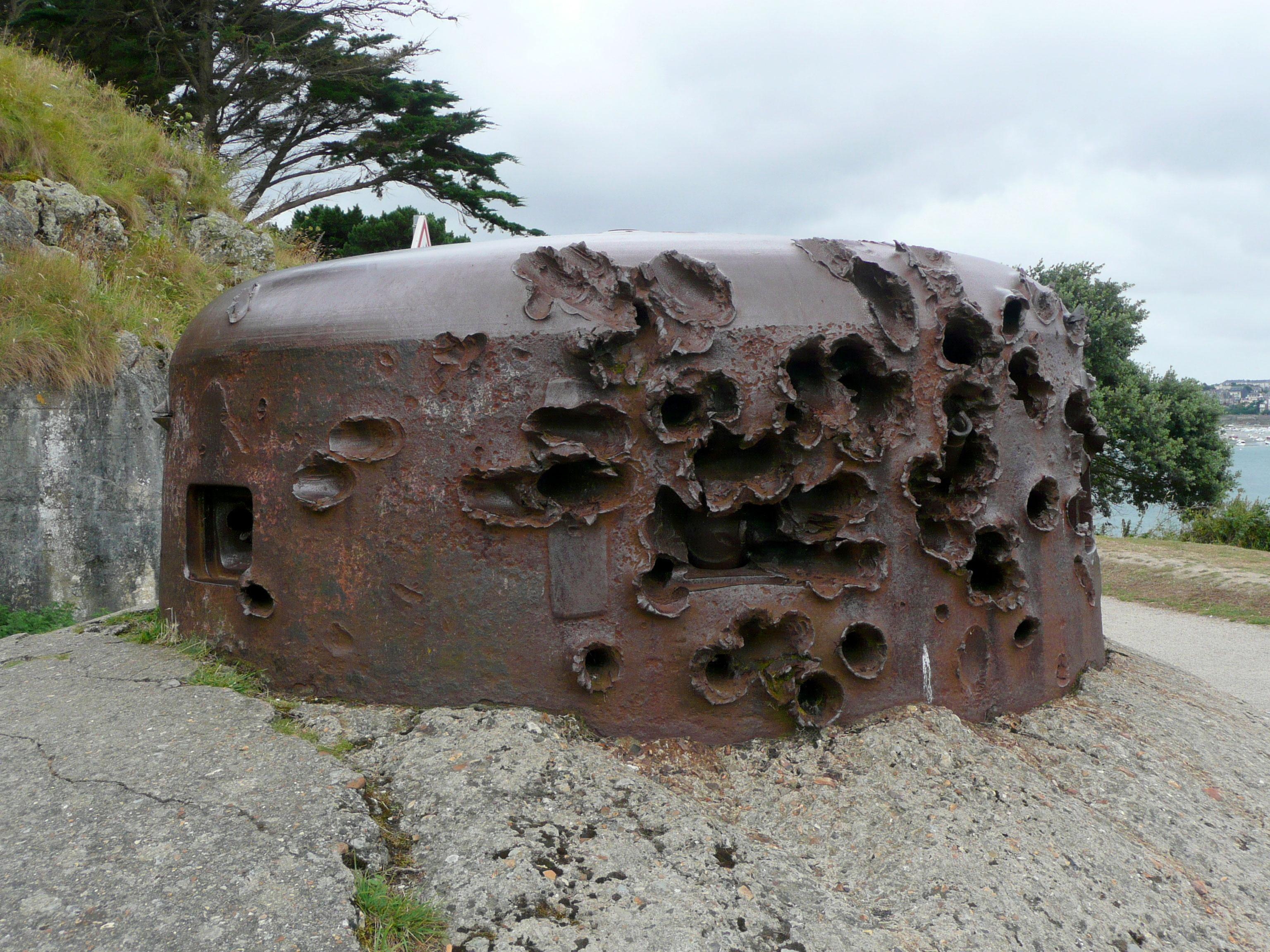
Une des cloches blindées faisant partie des fortifications allemandes de la cité d'Alet..